# 1826 au théâtre
| Années du théâtre : 1823 - 1824 - 1825 - 1826 - 1827 - 1828 - 1829    |
| Décennies du théâtre : 1790 - 1800 - 1810 - 1820 - 1830 - 1840 - 1850 |

## Pièces de théâtre publiées
- Die gefesselte Phantasie de Ferdinand Raimund.

## Décès
- 26 mars : Paul Gentilhomme, dramaturge français, né vers 1775.
- 2 mai : Claire Lacombe, actrice, militante révolutionnaire et féministe française, née le 4 mars 1765.
- 25 juin : Isabella Mattocks, actrice britannique, né en 1746.